# Els Pallaresos
Els Pallaresos és un municipi de la comarca del Tarragonès.

## Geografia
- Llista de topònims dels Pallaresos (Orografia: muntanyes, serres, collades, indrets..; hidrografia: rius, fonts...; edificis: cases, masies, esglésies, etc).

És un municipi del Tarragonès. El terme municipal dels Pallaresos, que es troba resguardat per la serralada prelitoral i s'estén d'aquesta cap al mar, forma part del Camp de Tarragona. Limita al nord amb el terme municipal de la Secuita, a l'est amb el del Catllar, al sud amb el de Tarragona i a l'oest amb els de Perafort i Constantí. Amb aquest últim té com a frontera el riu Francolí.
L'any 2005 tenia 3.144 habitants, població que no para de créixer a causa de l'augment d'urbanitzacions i zones residencials. Actualment, els Pallaresos s'ha convertit en una ciutat dormitori de Tarragona, ja que es troba a només 6 km d'aquesta ciutat.

## Economia
Tradicionalment l'economia bàsica dels Pallaresos ha estat l'agricultura de secà, consistent en avellaners, ametllers, garrofers, oliveres i vinya. L'orografia i la composició del sòl fa que només s'hagi conreat la meitat del terme, mentre que l'altra meitat ha restat coberta de pinars i garrigues, ja que l'abundància de terrenys miocènics dificulta els conreus. La ramaderia no té incidència en l'economia del municipi. D'ençà dels anys seixanta, emperò, la tendència ha estat l'abandonament de l'agricultura enfront de la indústria, la construcció i els serveis. A més, la proximitat amb Tarragona, afavoreix la puixança del sector terciari.

## Història
La història dels Pallaresos és força desconeguda, ja que han romàs pocs documents antics que hi facin referència. Es considera que els repobladors del Camp de Tarragona que s'establiren en aquest nucli provenien del Pallars i d'aquí la denominació d'aquest poble. L'esment més antic conservat de la població és del 1392, en un recompte dels habitants de l'anomenada Comuna del Camp. Durant l'edat mitjana, els Pallaresos fou considerat un raval de Tarragona i la seva església, Sant Salvador, depenia del capítol catedralici.
Entre 1392 i 1553 la localitat va perdre la meitat de la seva població; el 1411 tenia 11 focs, i el 1553 solament 7. L'augment demogràfic del segle xviii també beneficià els Pallaresos. L'any 1718 tenia un total de 89 habitants, i 243 el 1787. Les llistes de veïns de corregiment de Tarragona i de la tinença de Montblanc, donen, pel que fa als Pallaresos, 14 veïns el 1719, 16 el 1763, i 50 el 1773. Al segle xix, als Pallaresos hi havia 28 veïns l'any 1820, 237 el 1843, 404 el 1857 i 434 habitants el 1860. Des de 1860 fins a 1897 experimentà una regressió en el nombre d'habitants, el qual començà a recuperar-se el 1910, i el 1920 assolí els 393 habitants, data a partir de la qual torna a davallar.
El 1981 el poblaven un total de 365 persones. D'aleshores ençà, la recuperació demogràfica està en bona part en la proximitat de Tarragona, que ha fet que molta gent de la ciutat hagi anat al municipi i s'hagi instal·lat en les urbanitzacions sorgides recentment. L'activitat constructiva continua i les perspectives per aquest sector són força positives. A l'entorn del nucli antic, els Pallaresos, s'han creat tres urbanitzacions, essent la més moderna els Jardins Imperi, que ha fet que el nombre actual de la població superi ja els 2.500 habitants.

## Demografia
| 1497 f | 1515 f | 1553 f | 1717 | 1787 | 1857 | 1877 | 1887 | 1900 | 1910 |
| ------ | ------ | ------ | ---- | ---- | ---- | ---- | ---- | ---- | ---- |
| 4      | 6      | 7      | 89   | 243  | 404  | 368  | 378  | 378  | 342  |

| 1920 | 1930 | 1940 | 1950 | 1960 | 1970 | 1981 | 1990 | 1992 | 1994 |
| ---- | ---- | ---- | ---- | ---- | ---- | ---- | ---- | ---- | ---- |
| 393  | 387  | 345  | 352  | 348  | 320  | 365  | 563  | 677  | 677  |

| 1996  | 1998  | 2000  | 2002  | 2004  | 2006  | 2008  | 2010  | 2012  | 2014  |
| ----- | ----- | ----- | ----- | ----- | ----- | ----- | ----- | ----- | ----- |
| 2.179 | 2.287 | 2.537 | 2.761 | 3.000 | 3.346 | 3.828 | 4.126 | 4.387 | 4.479 |

| 2016  | 2018  | 2020  | 2022  | 2024  | 2026 | 2028 | 2030 | 2032 | 2034 |
| ----- | ----- | ----- | ----- | ----- | ---- | ---- | ---- | ---- | ---- |
| 4.597 | 4.739 | 4.850 | 4.930 | 5.006 | -    | -    | -    | -    | -    |

Les zones residencials constitueixen més del doble del total de la població del municipi i com es pot observar en l'evolució demogràfica dels Pallaresos, ha multiplicat gairebé per deu la població de 1981.

## Morfologia urbana
El nucli urbà, petit i pintoresc, és damunt d'un turó de 120 m d'altitud i prop de la partió del terme de la Secuita. Era a l'edat mitjana una de les faldes o raval de Tarragona. Quant a l'aspecte urbanístic, Els Pallaresos, està integrat en el plantejament denominat: Pla comarcal de Tarragona.
Jardins Imperi és una urbanització al sud del municipi creada els anys 1990 que l'any 2005 tenia 1.432 habitants, de manera que és el nucli més poblat del municipi. Pallaresos Park és una urbanització situada al nord-oest del municipi que l'any 2005 tenia 278 habitants.
| Entitat de població | Habitants (2023) |
| els Jardins Imperi  | 1.716            |
| els Hostalets       | 1.478            |
| els Pallaresos      | 1.385            |
| Pallaresos Park     | 384              |
| Font: Idescat       |                  |

## Festes
Pel que fa a les festes és un poble molt tradicional i religiós. S'hi celebren gairebé totes les festes eclesiàstiques. Per Setmana Santa i Corpus Christi, es fan processons. L'aplec de la Font de la Mina (primera quinzena de maig) ha agafat molta força els darrers anys tot coincidint amb la festa de sant Isidre. S'hi celebren dues festes majors: la d'hivern, en honor de  sant Sebastià, el dia 20 de gener; i la d'estiu, en honor de sant Salvador, el dia 6 d'agost.

## Patrimoni
Quant a patrimoni cal destacar les runes del castell baixmedieval de Penallonga, prop del nucli de Pallaresos Parc, anomenat popularment el Castellot. Tanmateix, el gruix del patrimoni artístic pallaresenc el configura l'obra de l'arquitecte modernista Josep Maria Jujol, realitzada al municipi entre 1914 i 1945.
Jujol va realitzar l'edifici de l'ajuntament i les escoles (1920), la Casa d'Andreu Fortuny (també coneguda com a Casa Andreu o Ca l'Andreu), la reixa de la finestra de Can Solé o Casa Solé (1927), les reformes de la Casa de n'Emília Fortuny (1944) i els altars laterals i el sagrari de l'església parroquial de Sant Salvador (1945). L'obra més destacada, però, és la reforma de la Casa Bofarull (1914-1931), de la qual destaquen la galeria d'inspiració hispanomusulmana, la torre coronada per trencadís i un àngel-penell, les pintures al·legòriques de les estacions i les reixes realitzades amb eines del camp.

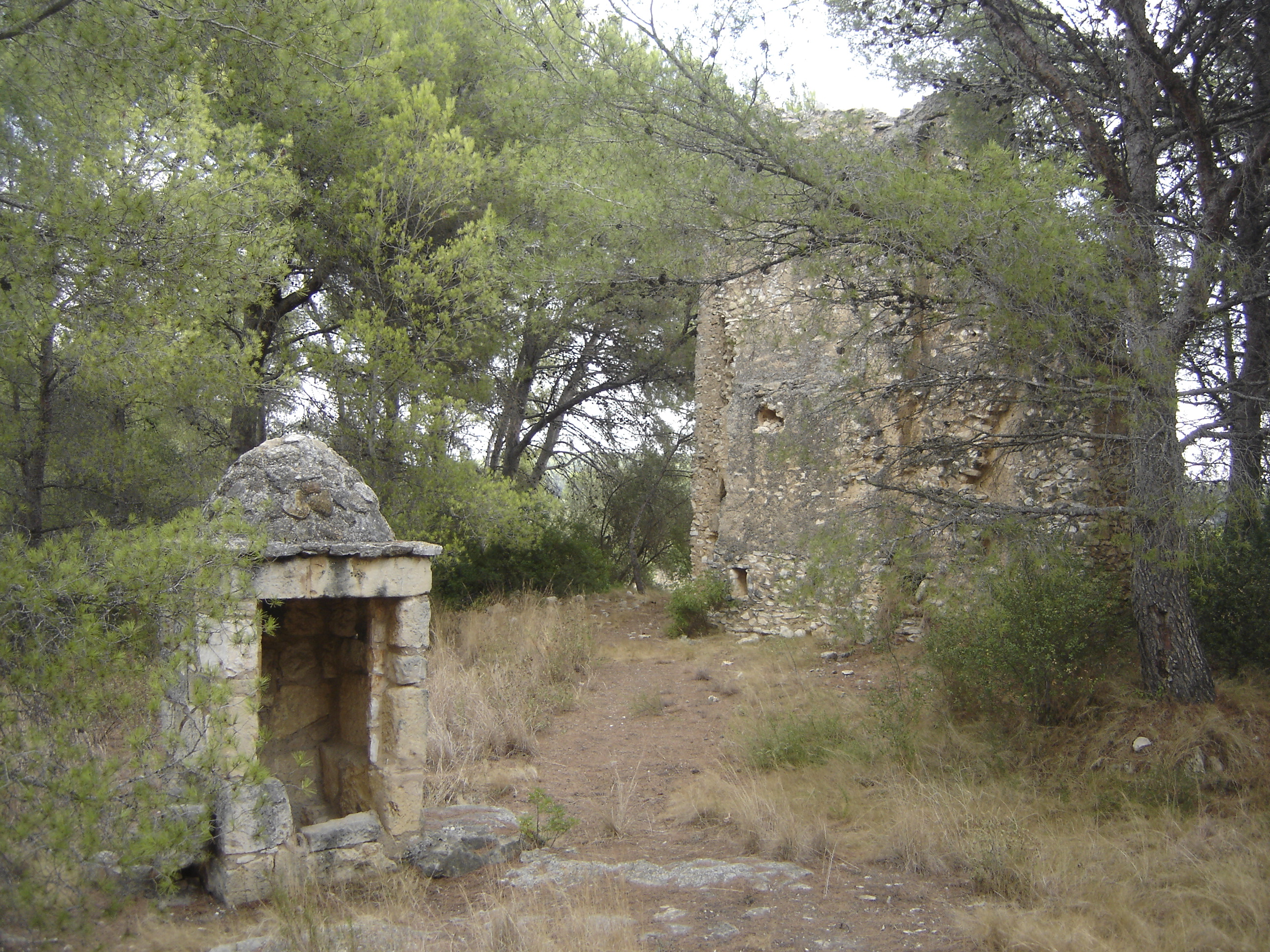
Runes del Castell de Penallonga
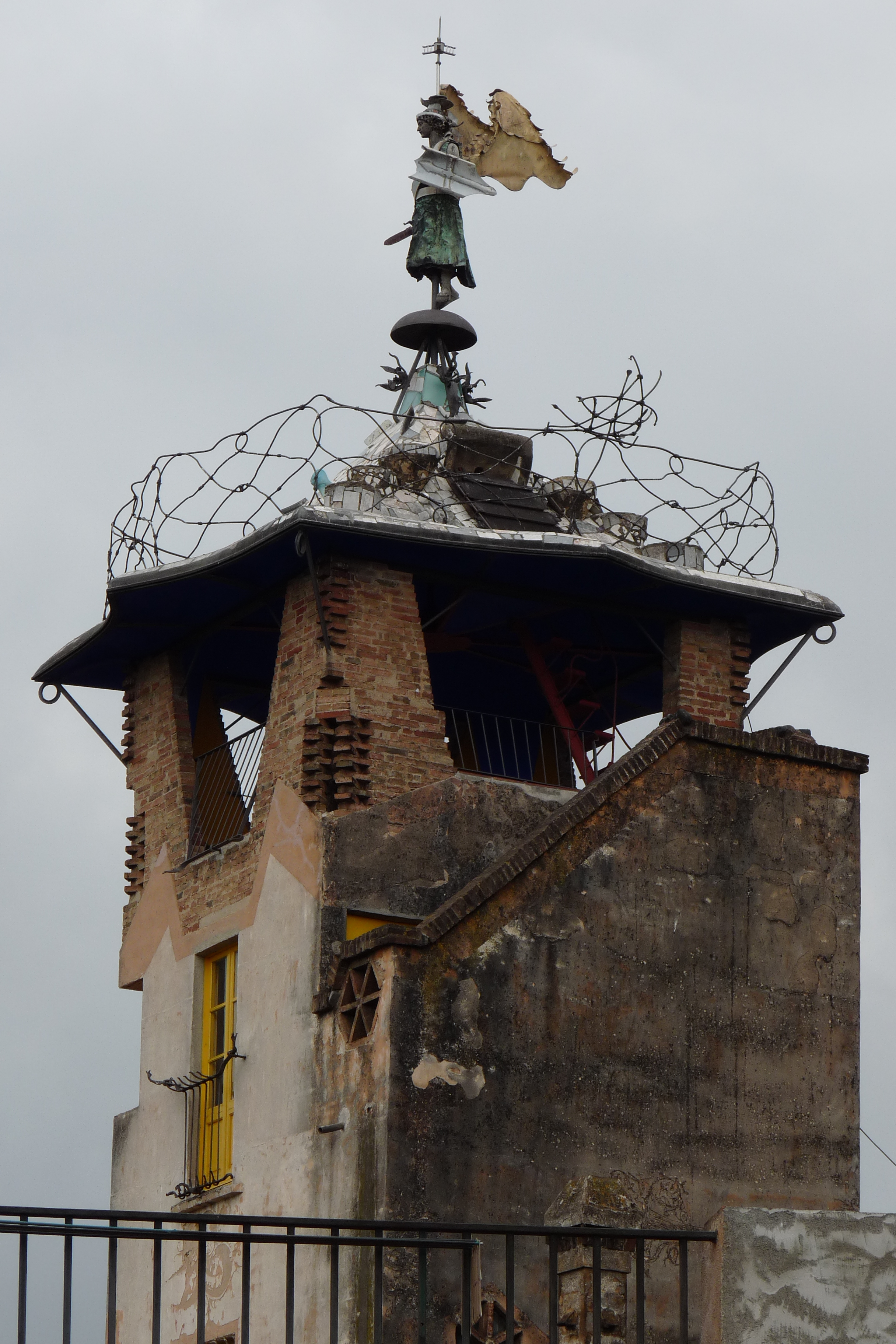
Torratxa de la Casa Bofarull, de Josep Maria Jujol.
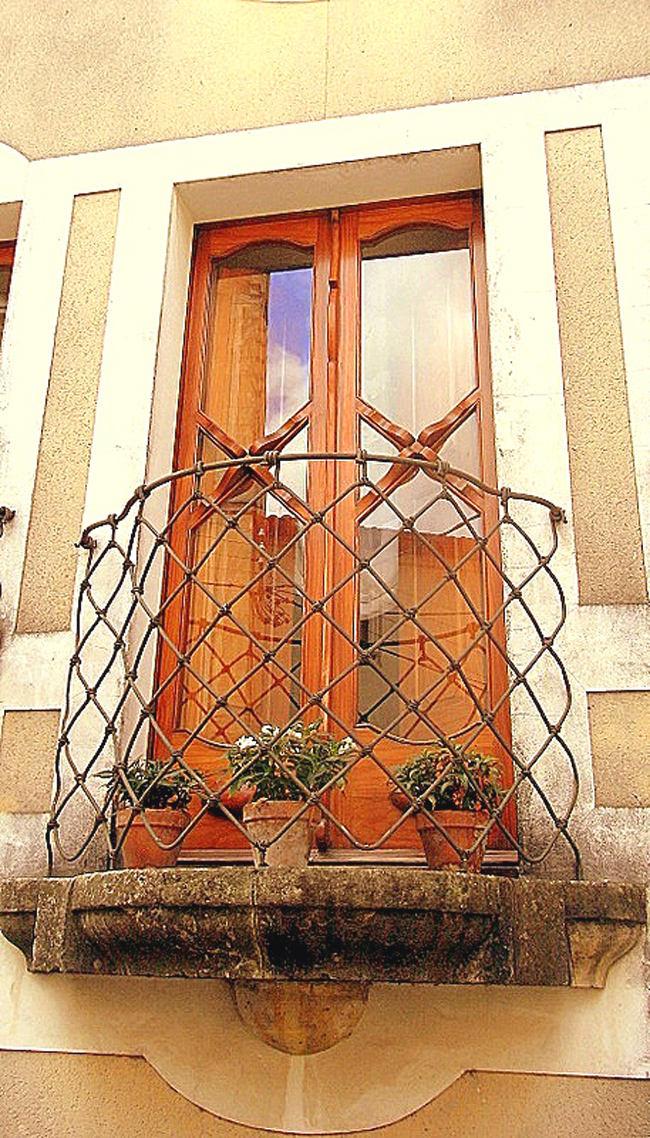
Balcó de la Casa Fortuny

## Situació política
Actual distribució de l'Ajuntament dels Pallaresos
|                                                 |                                                    |          |
| Partits polítics a l'Ajuntament dels Pallaresos |                                                    |          |
| Partit Polític                                  | Partit Polític                                     | Regidors |
|                                                 | Junts per Catalunya (JXCAT-JUNTS)                  | 4        |
|                                                 | Partit dels Socialistes de Catalunya (UNIM-PSC-CP) | 2        |
|                                                 | Independents dels Pallaresos (IP)                  | 2        |
|                                                 | Ciutadans (Cs)                                     | 2        |
|                                                 | Esquerra Republicana de Catalunya (ERC-AM)         | 1        |

## Pallaresencs il·lustres
- Beat Andreu Prats Barrufet: Beat de l'Església Catòlica Romana, rector de la parroquia de sant salvador i martir de l'Església Catòlica Romana.
- Josep Gols i Veciana: músic, compositor i pedagog. El 1923 va reunir en un concert 700 cantaires de 6 orfeons. La seva producció musical comprèn un gran nombre de cançons populars, composicions de música sacra, entre les quals una missa de difunts, i una quinzena de sardanes.